# Microregione di Cuiabá
Cuiabá è una microregione dello Stato del Mato Grosso appartenente alla mesoregione di Centro-Sul Mato-Grossense.

## Comuni
Comprende 5 comuni:
- Chapada dos Guimarães
- Cuiabá
- Nossa Senhora do Livramento
- Santo Antônio do Leverger
- Várzea Grande